# Serie A 1994/95
De Serie A 1994/95 was het 92ste voetbalkampioenschap (scudetto) in Italië en het 64ste seizoen van de Serie A. De competitie begon op 4 september 1994 en eindigde op 4 juni 1995. In de 306 gespeelde competitiewedstrijden werd in totaal 770 keer gescoord, goed voor een gemiddelde van 2,52 doelpunt per wedstrijd. Juventus werd kampioen en won dit seizoen tevens het nationale bekertoernooi, de Coppa Italia.

## Eindstand
|     | Team            | WED | W  | G  | V  | DV | DT | PTN | Opmerking        |
| --- | --------------- | --- | -- | -- | -- | -- | -- | --- | ---------------- |
| 1.  | Juventus FC     | 34  | 23 | 4  | 7  | 59 | 32 | 73  | Champions League |
| 2.  | Lazio Roma      | 34  | 19 | 6  | 9  | 69 | 34 | 63  | UEFA Cup         |
| 3.  | Parma AC        | 34  | 18 | 9  | 7  | 51 | 31 | 63  | EC II            |
| 4.  | AC Milan        | 34  | 17 | 9  | 8  | 53 | 32 | 60  | UEFA Cup         |
| 5.  | AS Roma         | 34  | 16 | 11 | 7  | 46 | 25 | 59  | UEFA Cup         |
| 6.  | Internazionale  | 34  | 14 | 10 | 10 | 39 | 34 | 52  | UEFA Cup         |
| 7.  | SSC Napoli      | 34  | 13 | 12 | 9  | 40 | 45 | 51  | UEFA Cup 1.      |
| 8.  | Sampdoria Genua | 34  | 13 | 11 | 10 | 51 | 37 | 50  |                  |
| 9.  | Cagliari Calcio | 34  | 13 | 10 | 11 | 40 | 39 | 49  |                  |
| 10. | AC Fiorentina   | 34  | 12 | 11 | 11 | 61 | 57 | 47  |                  |
| 11. | Torino Calcio   | 34  | 12 | 9  | 13 | 44 | 48 | 45  |                  |
| 12. | AS Bari         | 34  | 12 | 8  | 14 | 40 | 43 | 44  |                  |
| 13. | US Cremonese    | 34  | 11 | 8  | 15 | 35 | 38 | 41  |                  |
| 14. | Genoa CFC       | 34  | 10 | 10 | 14 | 34 | 39 | 40  | Serie B2         |
| 15. | Calcio Padova   | 34  | 12 | 4  | 18 | 37 | 58 | 40  |                  |
| 16. | Foggia Calcio   | 34  | 8  | 10 | 16 | 32 | 50 | 34  | Serie B          |
| 17. | AC Reggiana     | 34  | 4  | 6  | 24 | 24 | 56 | 18  | Serie B          |
| 18. | Brescia Calcio  | 34  | 2  | 6  | 26 | 18 | 65 | 17  | Serie B          |

1. Parma won dit seizoen de UEFA Cup en zou daardoor automatisch zijn geplaatst voor de UEFA Cup 1995/96. Als verliezend bekerfinalist (Juventus won) ging het spelen in de Europa Cup II en werd de vrij gekomen plaats overgenomen door Napoli.

2. Genoa CFC degradeerde naar de Serie B na een testwedstrijd tegen Calcio Padova.

## Play-offs

### Degradatie
|         |                   |       |                    |                                                                                  |
| 10 juni | Padova            | 1 – 1 | Genoa              | Stadio Artemio Franchi, Firenze Toeschouwers: ?? Scheidsrechter: Piero Ceccarini |
| 10 juni | Goran Vlaovic 19' |       | 29' Tomáš Skuhravý | Stadio Artemio Franchi, Firenze Toeschouwers: ?? Scheidsrechter: Piero Ceccarini |

|                                                                       |     | strafschoppen                                                                   |  |
| Michel Kreek David Balleri Goran Vlaovic Carlo Perrone Andrea Cuicchi | 5–4 | Mario Bortolazzi Fabio Galante Gennaro Ruotolo John van 't Schip Tomáš Skuhravý |  |

## Statistieken

### Topscorers
- In onderstaand overzicht zijn alleen de spelers opgenomen met tien of meer treffers achter hun naam.

| №  | Naam                | Club                  | Goals | Pen. | Duels | Gem. |
| -- | ------------------- | --------------------- | ----- | ---- | ----- | ---- |
| 1  | Gabriel Batistuta   | ACF Fiorentina        | 26    | 8    | 32    | 0,81 |
| 2  | Abel Balbo          | AS Roma               | 22    | 5    | 32    | 0,69 |
| 3  | Ruggiero Rizzitelli | Torino FC             | 19    | 1    | 32    | 0,59 |
| 3  | Gianfranco Zola     | AC Parma              | 19    | 6    | 32    | 0,59 |
| 5  | Giuseppe Signori    | Lazio Roma            | 17    | 3    | 27    | 0,63 |
| 6  | Marco Simone        | AC Milan              | 17    | 2    | 30    | 0,57 |
| 6  | Gianluca Vialli     | Juventus              | 17    | 1    | 30    | 0,57 |
| 8  | Sandro Tovalieri    | AS Bari               | 17    | 1    | 31    | 0,55 |
| 9  | Fabrizio Ravanelli  | Juventus              | 15    | 2    | 33    | 0,42 |
| 10 | Enrico Chiesa       | US Cremonese          | 14    | 5    | 34    | 0,41 |
| 11 | Roberto Muzzi       | AS Roma en Cagliari   | 12    | 1    | 22    | 0,55 |
| 12 | Ruud Gullit         | AC Milan en Sampdoria | 12    | 0    | 30    | 0,40 |
| 13 | Tomáš Skuhravý      | Genoa CFC             | 12    | 3    | 31    | 0,39 |
| 14 | Pierluigi Casiraghi | Lazio Roma            | 12    | 1    | 34    | 0,35 |
| 15 | Abédi Pelé          | Torino FC             | 10    | 0    | 32    | 0,31 |

### Meeste speelminuten
| Naam              | Club         | Duels | Min.  | Werd in het veld gebracht | Werd van het veld gehaald |
| ----------------- | ------------ | ----- | ----- | ------------------------- | ------------------------- |
| Gianluca Pagliuca | Inter Milan  | 34    | 3.060 | 0                         | 0                         |
| Walter Zenga      | UC Sampdoria | 34    | 3.060 | 0                         | 0                         |
| Sebastiano Rossi  | AC Milan     | 34    | 3.060 | 0                         | 0                         |

### Nederlanders
Onderstaande Nederlandse voetballers kwamen in het seizoen 1994/95 uit in de Serie A.
| Naam              | Club                  | Debuut in Serie A | Duels | Goals |
| ----------------- | --------------------- | ----------------- | ----- | ----- |
| John van 't Schip | Genoa CFC             | 06.09.1992        | 33    | 5     |
| Ruud Gullit       | Sampdoria en AC Milan | 13.09.1987        | 30    | 12    |
| Wim Jonk          | Internazionale        | 29.08.1993        | 29    | 2     |
| Aron Winter       | SS Lazio              | 06.09.1992        | 29    | 5     |
| Michel Kreek      | Calcio Padova         | 06.11.1994        | 24    | 7     |
| Dennis Bergkamp   | Internazionale        | 29.08.1993        | 21    | 2     |

### Scheidsrechters
| Naam           | Geboren    | Debuut     | Duels | Kreeg geel | Kreeg voor de tweede keer geel en dus rood | Weggestuurd |
| -------------- | ---------- | ---------- | ----- | ---------- | ------------------------------------------ | ----------- |
| Gianni Beschin | 15.02.1953 | 27.11.1988 | 12    | 39         | 1                                          | 6           |

### Juventus
Bijgaand een overzicht van de spelers van Juventus, die in het seizoen 1994/95 onder leiding van trainer-coach Marcello Lippi voor de 23ste keer in de clubgeschiedenis kampioen van Italië werden.
| Naam                  | Min.  | Duels | B  | Werd in het veld gebracht | Werd van het veld gehaald | Goal | Kreeg geel | Kreeg voor de tweede keer geel en dus rood | Weggestuurd |
| --------------------- | ----- | ----- | -- | ------------------------- | ------------------------- | ---- | ---------- | ------------------------------------------ | ----------- |
| Ciro Ferrara          | 2931' | 33    | 33 | 0                         | 1                         | 1    | 4          | 0                                          | 0           |
| Fabrizio Ravanelli    | 2702' | 32    | 30 | 2                         | 4                         | 15   | 3          | 0                                          | 0           |
| Gianluca Vialli       | 2562' | 30    | 29 | 1                         | 3                         | 17   | 4          | 0                                          | 0           |
| Alessandro Del Piero  | 2027' | 29    | 22 | 7                         | 4                         | 8    | 3          | 0                                          | 0           |
| Angelo Di Livio       | 1903' | 27    | 21 | 6                         | 8                         | 1    | 4          | 0                                          | 0           |
| Giancarlo Marocchi    | 1279' | 26    | 14 | 12                        | 8                         | 2    | 3          | 0                                          | 1           |
| Paulo Sousa           | 2151' | 26    | 26 | 0                         | 9                         | 1    | 3          | 0                                          | 1           |
| Angelo Peruzzi        | 2263' | 26    | 26 | 0                         | 2                         | 0    | 1          | 0                                          | 0           |
| Alessio Tacchinardi   | 1476' | 25    | 13 | 12                        | 2                         | 0    | 2          | 0                                          | 0           |
| Moreno Torricelli     | 1922' | 25    | 22 | 3                         | 4                         | 0    | 4          | 0                                          | 2           |
| Antonio Conte         | 1934' | 23    | 22 | 1                         | 3                         | 1    | 3          | 0                                          | 0           |
| Massimo Carrera       | 1579' | 20    | 18 | 2                         | 3                         | 0    | 3          | 0                                          | 0           |
| Jürgen Kohler         | 1692' | 19    | 19 | 0                         | 1                         | 1    | 5          | 0                                          | 0           |
| Sergio Porrini        | 1186' | 19    | 13 | 6                         | 2                         | 0    | 0          | 0                                          | 0           |
| Roberto Baggio        | 1449' | 17    | 17 | 0                         | 4                         | 8    | 1          | 0                                          | 0           |
| Didier Deschamps      | 1179' | 14    | 13 | 1                         | 2                         | 1    | 3          | 0                                          | 0           |
| Robert Jarni          | 774'  | 14    | 8  | 6                         | 1                         | 1    | 3          | 0                                          | 1           |
| Alessandro Orlando    | 922'  | 13    | 11 | 2                         | 3                         | 0    | 2          | 0                                          | 0           |
| Luca Fusi             | 687'  | 10    | 9  | 1                         | 4                         | 0    | 0          | 0                                          | 0           |
| Michelangelo Rampulla | 753'  | 9     | 8  | 1                         | 0                         | 0    | 0          | 0                                          | 0           |
| Corrado Grabbi        | 72'   | 2     | 0  | 2                         | 0                         | 1    | 0          | 0                                          | 0           |
| Enrico Fantini        | 25'   | 1     | 0  | 1                         | 0                         | 0    | 0          | 0                                          | 0           |
| Lorenzo Squizzi       | 44'   | 1     | 0  | 1                         | 0                         | 0    | 0          | 0                                          | 0           |
| Simeone Tognon        | 18'   | 1     | 0  | 1                         | 0                         | 0    | 0          | 0                                          | 0           |
|                       |       |       |    |                           |                           |      |            |                                            |             |
| Tommaso Rocchi        | 0     | 0     | 0  | 0                         | 0                         | 0    | 0          | 0                                          | 0           |
| Pasquale Rocco        | 0     | 0     | 0  | 0                         | 0                         | 0    | 0          | 0                                          | 0           |